# Layadhunsi, Gangawati
Layadhunsi là một làng thuộc tehsil Gangawati, huyện Koppal, bang Karnataka, Ấn Độ.